# Diego del Gastor
Diego del Gastor (o de El Gastor, el del Gastor) es el nombre artístico del guitarrista flamenco gitano Diego Amaya Flores (Arriate, 27 de marzo de 1908-Morón de la Frontera, 7 de julio de 1973). Según el flamencólogo Donn E. Pohren, Diego del Gastor representa el mayor exponente de la tradición de toque de Morón de la Frontera.

## Trayectoria

### Inicios

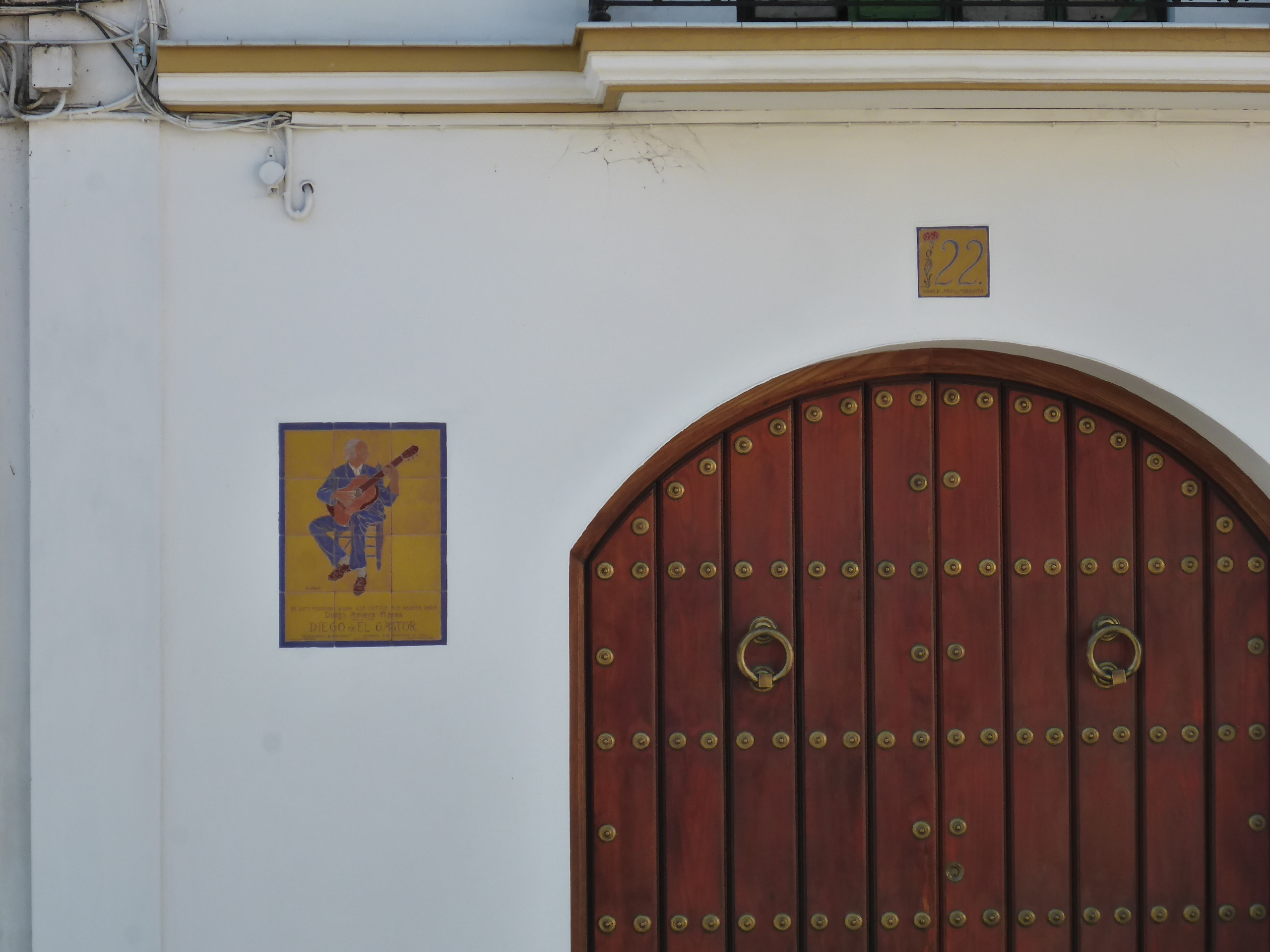
Casa natal de Diego del Gastor (Arriate)

Su apodo proviene de su estancia en El Gastor, provincia de Cádiz, donde pasa su infancia con sus padres Juan Amaya Cortés (1869-1941) y Bárbara Flores Flores (1875-1965), antes de que la familia se instale en Morón de la Frontera, hacia 1922. Formado musicalmente por su hermano José, cursa tres años de solfeo y prosigue de manera autodidacta, influenciado por el toque de guitarristas como Ramón Montoya, Pepe Naranjo o Niño Ricardo.

Yo lo conocía antes de casarme con su hermana Amparo, y él era amigo mío de antes. Como guitarrista era un monstruo. Se tiraba todos los días diez o doce horas con la guitarra en su casa, sobre todo hasta que murió su padre. Diego había aprendido de un hermano suyo, pero él lo superó, porque Diego tenía una gran intuición y sacaba muchas cosas; conocía por lo menos dos partes de música. Pero su toque era suyo, nada más que suyo.
Luis Torres Joselero de Morón

### Consagración

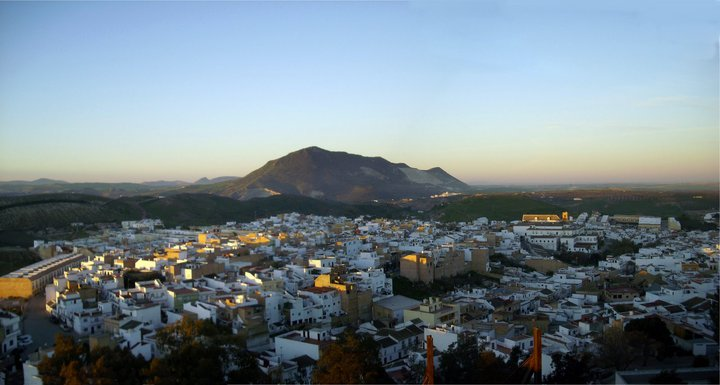
Morón de la Frontera

Al instalarse en Morón de la Frontera, la proximidad de la Base Aérea Hispano-Norteamericana de Morón lo lleva a entrar en contacto con aficionados estadounidenses, en particular con el contable de la base militar, el guitarrista aficionado estadounidense Donn E. Pohren, que en 1964 había creado una peña flamenca en el Bar Los Gabrieles de Madrid: en 1965, Pohren compra la Finca Espartero y la convierte en un lugar de clases y fiestas flamencas en torno a Diego del Gastor.

Para los americanos, Morón era muy barato. Yo compré un coche y con él recorría los campos para recoger a los cantaores que Diego conocía pero que no veía en mucho tiempo, como Curro Mairena. Así organizábamos las fiestas. Había mucho feeling entre nosotros: nada de señoritos que contrataban cantaores. Cada uno ponía lo que tenía y todos participábamos. Se creaba una extraña atmósfera en la que nos convertíamos en verdaderos niños, disfrutando hasta el extremo.
Steve Kahn

De 1967 a 1970, Diego del Gastor participa en las cuatro primeras ediciones de la Reunión de Cante Jondo de La Puebla de Cazalla. En 1972, participa en los Encuentros de Pamplona, acompañado por «el grupo gitano de Morón».
Hasta su muerte en 1973, acompañó a numerosos cantaores: Joselero de Morón, Fernandillo de Morón, Anzonini del Puerto, las hermanas Bernarda y Fernanda de Utrera, Perrate de Utrera, los hermanos Curro y Antonio Mairena, Manolito de María, Juan Talega, Rosalía de Triana, José Menese, etc.

Diego y yo formábamos la pareja que mejor se ha compenetrado en el flamenco. Cada uno estaba enamorado del arte del otro. Yo era las cuerdas de su guitarra y él la queja de mi voz. Nadie ha sabido arrancar lo que yo llevo dentro como Diego el del Gastor.
Fernanda de Utrera, 1990

## Homenajes e influencia
En 1984, la Bienal de Flamenco de Sevilla le rindió homenaje y desde 1992 se celebra anualmente en El Gastor un festival flamenco dedicado a su figura. En 2008 tuvo lugar en Morón de la Frontera el congreso Una época flamenca a través del centenario de Diego del Gastor.
Entre los artistas que han reivindicado el legado de Diego del Gastor se encuentran los grupos Smash, Pata Negra y Son de La Frontera, fundado por Raúl Rodríguez.

## Testimonios
La personalidad de Diego del Gastor queda reflejada en un testimonio de su cuñado Luis Torres Joselero de Morón:

Como persona había que echarle comida aparte. Era muy bueno. Tenía sus rarezas, sus cosas, pero era muy cariñoso. Eso sí, si iba a una reunión y había una persona que no le gustaba, cogía la guitarra y se iba con su gente. Con su gente, con los zapateros, en aquellas reuniones de vino y sardinas asadas, era donde Diego estaba más a gusto. Y cuando Diego tocaba a gusto, había que comerle los dedos.
Luis Torres Joselero de Morón

Niño Ricardo ha contado cómo fue su encuentro con Diego del Gastor, al coincidir ambos para tocar en una fiesta:

Me reconoció nada más llegar —yo era famoso y mi foto estaba en todos los sitios—, era evidente que se moría por irse de allí. Pero se quedó; tenía que dar la cara porque se jugaba su prestigio. Mientras yo tocaba no quiso ni ver la guitarra durante toda la noche. Seguía sin coger la guitarra... hasta que dieron las ocho de la mañana. Entonces me la pidió. Le di la guitarra y comenzó a tocar una soleá despacio, como nunca creí que existiera. Tocaba en la décima y cada nota sonaba diáfana, verdadera con una emoción que jamás habia oído antes. Me hizo saltar las lágrimas y comprendí que la esencia misma de aquel hombre emergía de su guitarra. Llegaba directamente al alma del flamenco, sin adornos ni pamplinas; se diría que Diego es el flamenco. Los demás somos sólo los profesionales perdidos en la técnica del instrumento.
Niño Ricardo

Artistas contemporáneos también han opinado sobre Diego del Gastor:

Si de alguien tengo influencias guitarrísticas es de Niño Ricardo y Diego del Gastor. Diego era un hombre muy vitalista, una guitarra muy jonda, muy profunda, casi primitiva pero con un sabor maravilloso. Diego tocaba sin usar casi la armonía, era lo que nosotros llamamos «a cuerda pelá», pero con una pureza y una gracia que a mí me enamoraba totalmente.
Manolo Sanlúcar

## Discografía

### Solista
- Misterios de la guitarra flamenca (Ariola 10521-A, 1972)
- Evocaciones (Pasarela, 1990)
- El eco de unos toques (libro + CD, El Flamenco Vive, 2007, incluye Misterios de la guitarra flamenca y Evocaciones)[37][38]
- Flamenco y Universidad Vol. IV (Marita, 2009)[39][40]

### Acompañante
- Fiesta en Morón. Bulerías para bailar (Ariola, 1971)
- Los cantes inéditos de Juan Talega (Coliseum, 1991)
- Fernanda y Bernarda de Utrera: cantes inéditos (libro + CD, Diputación de Sevilla, 1999)
- Alcalá de Guadaíra en la historia del flamenco (Marita, 2007)
- Perrate de Utrera. En el centenario de su nacimiento 1915-2015 (Calé Records, 2015)[41]

## Filmografía
- Daniel Seymour (1970). «Flamencología». YouTube. Consultado el 15 de mayo de 2020.[42]
- «Rito y geografía del cante - Diego del Gastor». RTVE. 23 de octubre de 1972. Consultado el 5 de mayo de 2020.
- «Rito y geografía del cante - Bernarda de Utrera». RTVE. 11 de diciembre de 1972. Consultado el 5 de mayo de 2020.
- «Rito y geografía del cante - Perrate de Utrera». RTVE. 1 de enero de 1973. Consultado el 5 de mayo de 2020.
- «Rito y geografía del cante - Fernanda de Utrera». RTVE. 5 de febrero de 1973. Consultado el 5 de mayo de 2020.
- «Rito y geografía del cante - Joselero de Morón». RTVE. 12 de marzo de 1973. Consultado el 5 de mayo de 2020.